# 地域医療機能推進機構秋田病院
地域医療機能推進機構秋田病院（ちいきいりょうきのうすいしんきこうあきたびょういん）は、独立行政法人地域医療機能推進機構 (JCHO) が運営する、秋田県能代市緑町にある医療機関である。通称JCHO秋田病院（ジェイコーあきたびょういん）。

## 概要
2014年、旧名称であった「秋田社会保険病院」から「独立行政法人地域医療機能推進機構秋田病院（JCHO秋田病院）」に名称を変更した。能代市中心部に所在する病院である。能代山本地区は当病院、能代厚生医療センター、能代山本医師会病院の3病院で救急医療の輪番制をしいている。

### 沿革
- 1945年（昭和20年）12月 - 秋田社会保険病院として開設。
- 2014年（平成26年）4月 - 独立行政法人地域医療機能推進機構秋田病院（JCHO秋田病院）に改称。

## 診療科
- 内科[2]
- 小児科[2]
- 外科[2]
- 整形外科[2]
- 泌尿器科[2]
- 耳鼻咽喉科[2]
- 産婦人科[2]
- 眼科[2]

併設施設
- 健康管理センター
- 病児保育室はっぴぃ
- 訪問看護ステーション
- 能代市本庁地域包括支援センター
- 介護老人保健施設「サンビュー秋田」

その他
- 売店

## 医療機関の指定・認定
（下表の出典）
| 保険医療機関                                             | 労災保険指定医療機関                           |
| 指定自立支援医療機関（更生医療）                         | 指定自立支援医療機関（育成医療）               |
| 指定自立支援医療機関（精神通院医療）                     | 身体障害者福祉法指定医の配置されている医療機関 |
| 臨床研修病院                                             | 生活保護法指定医療機関                         |
| 結核指定医療機関                                         | 指定小児慢性特定疾病医療機関                   |
| 難病の患者に対する医療等に関する法律に基づく指定医療機関 | DPC対象病院                                    |

- 救急告示病院（二次救急）[3]

## 交通アクセス
- JR東日本五能線「能代駅」より徒歩10分[4]
- 市街地巡回バス「はまなす号」「秋田病院前」バス停から徒歩1分[4]
- 能代駅前 - 東能代地区連絡コミュニティバス「ではるん」「ジェイコー秋田病院前」バス停から徒歩1分[4]
- JR東日本奥羽本線「東能代駅」から車で15分[4]